# Paul Gerhardt (Künstler)

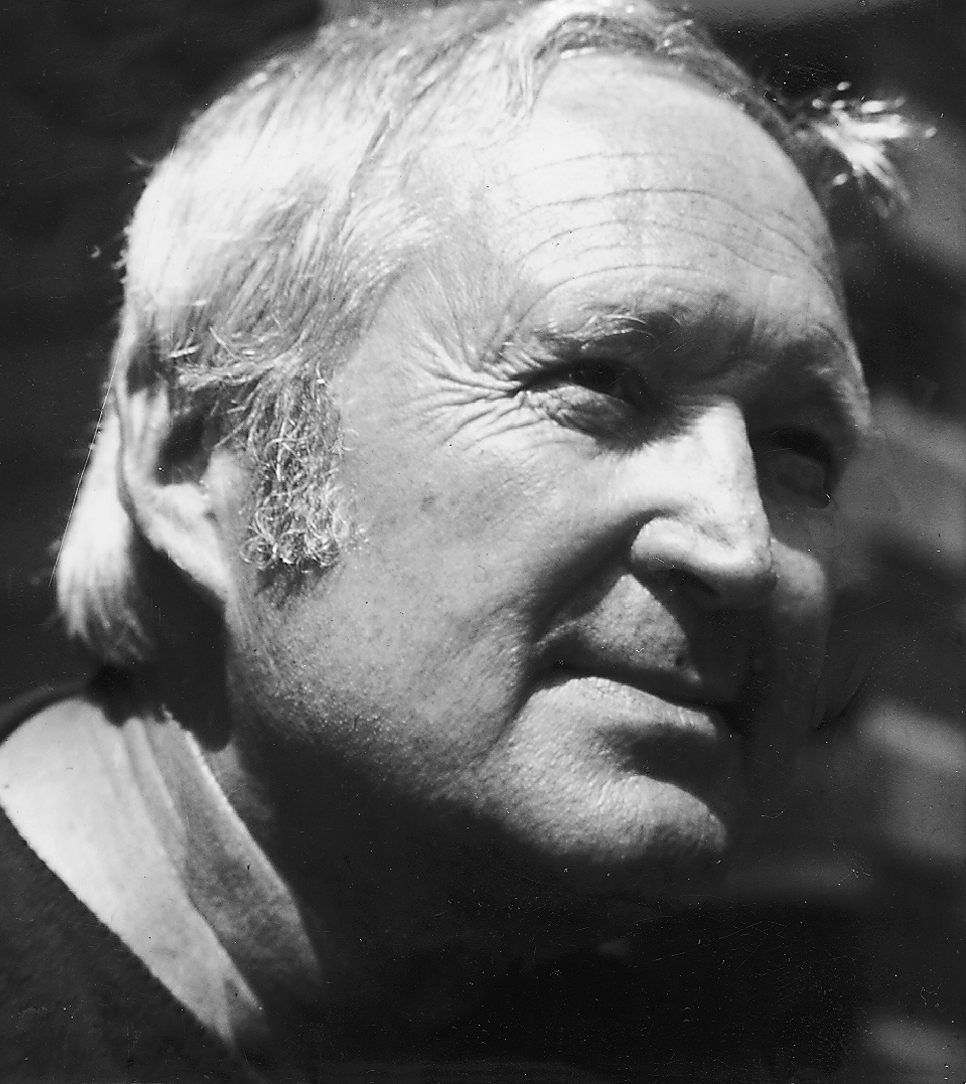
Porträtfoto von Paul Gerhardt

Paul Gerhardt (* 24. August 1912 in Hagen; † 21. September 1975 ebenda) war ein deutscher Künstler.

## Leben und Werk
Paul Gerhardt besuchte in den Jahren 1932 bis 1933 das Werklehrerseminar in Hagen, anschließend bis 1934 die Kunstschule Dresden, bevor er schließlich an der Kunstakademie Düsseldorf bei Werner Heuser und Otto Coester ein Studium absolvierte (1934–1939). Er war zuletzt Meisterschüler in der Malklasse bei Martin Paatz, u. a. mit dem künstlerischen Schwerpunkt Wandgestaltung.

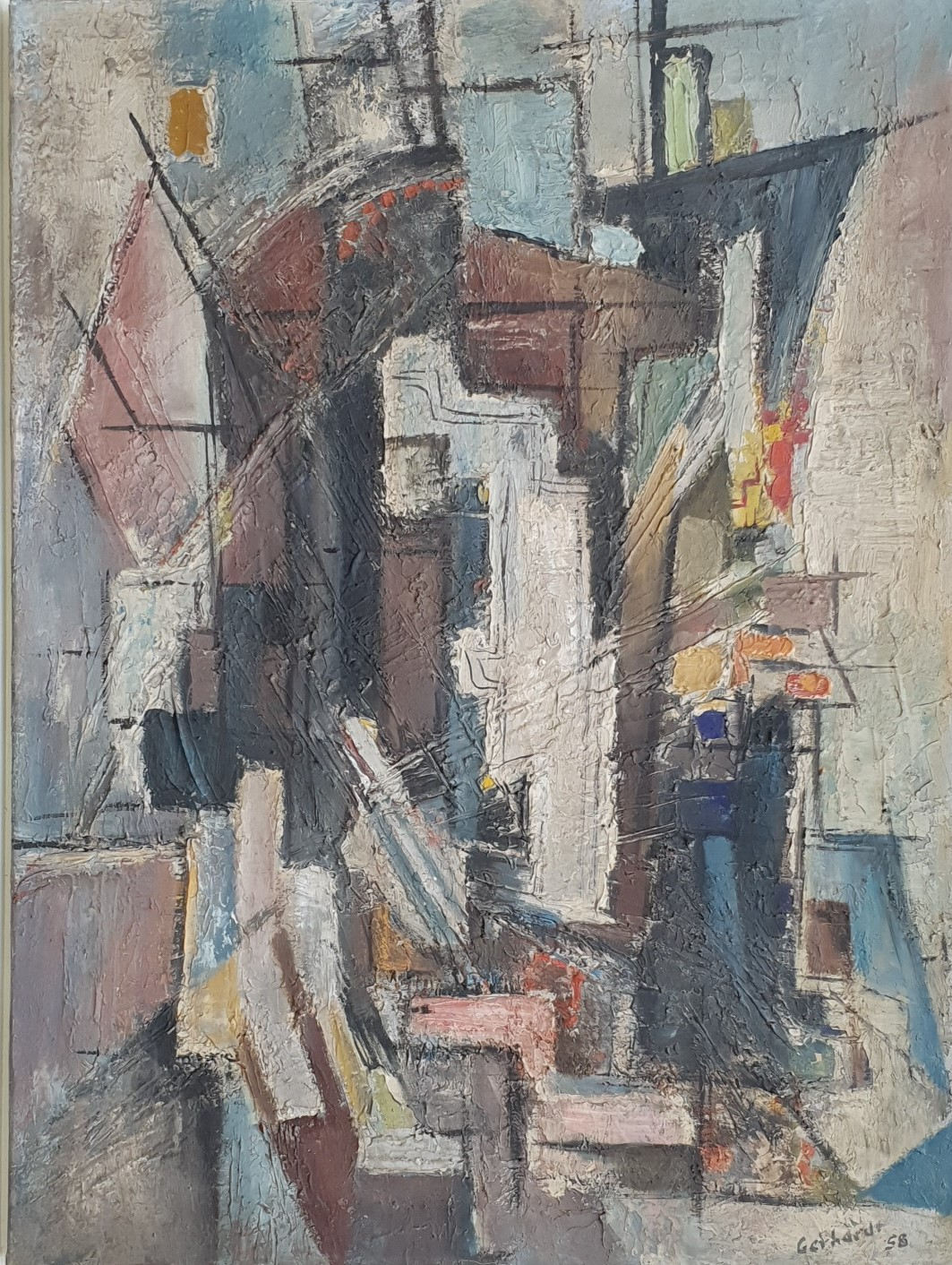
Paul Gerhardt: Städtebild, 1958

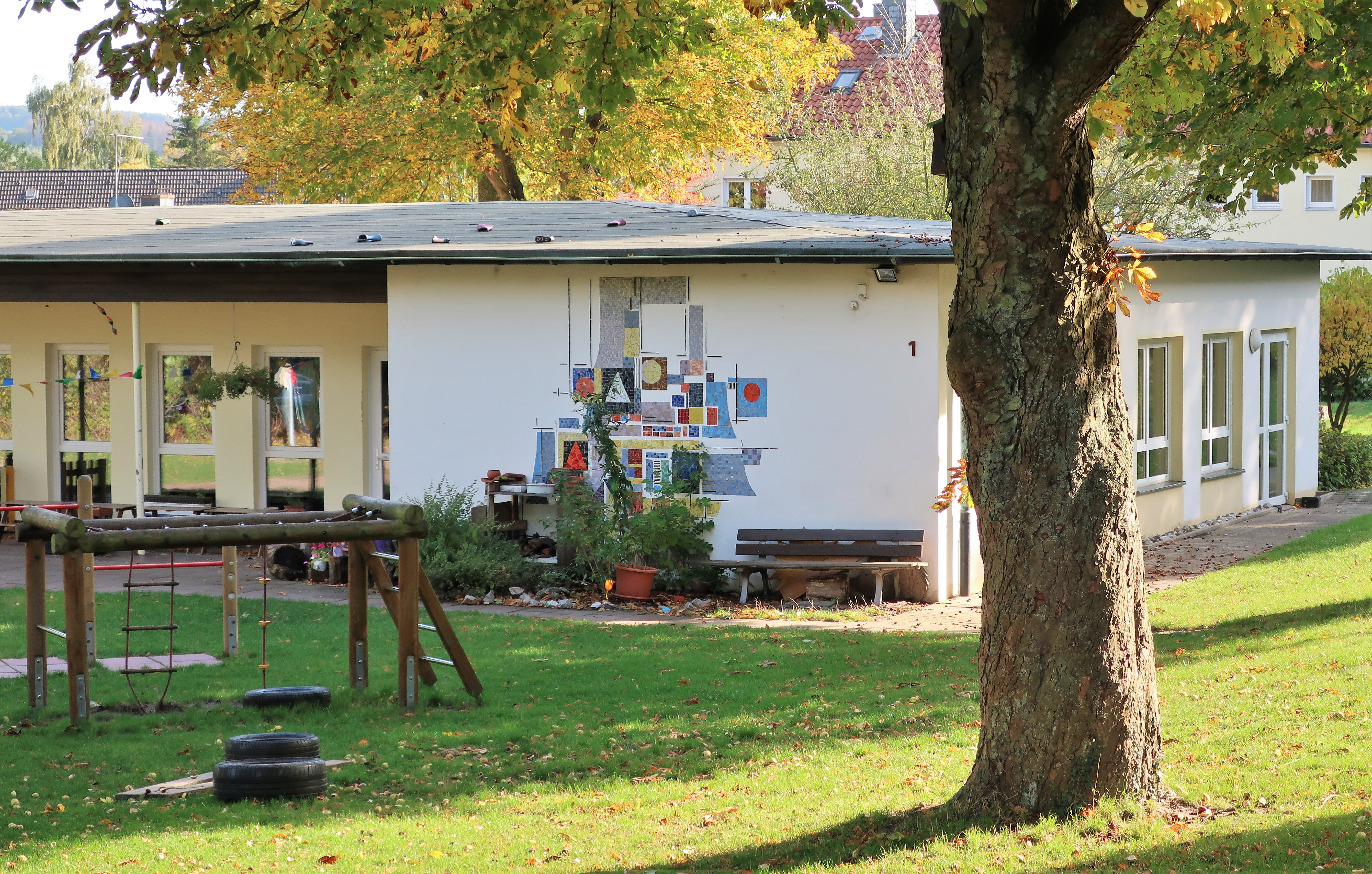
Hagen-Emst, ev. Kindergarten Bergruthe 1, Mosaik (1962)

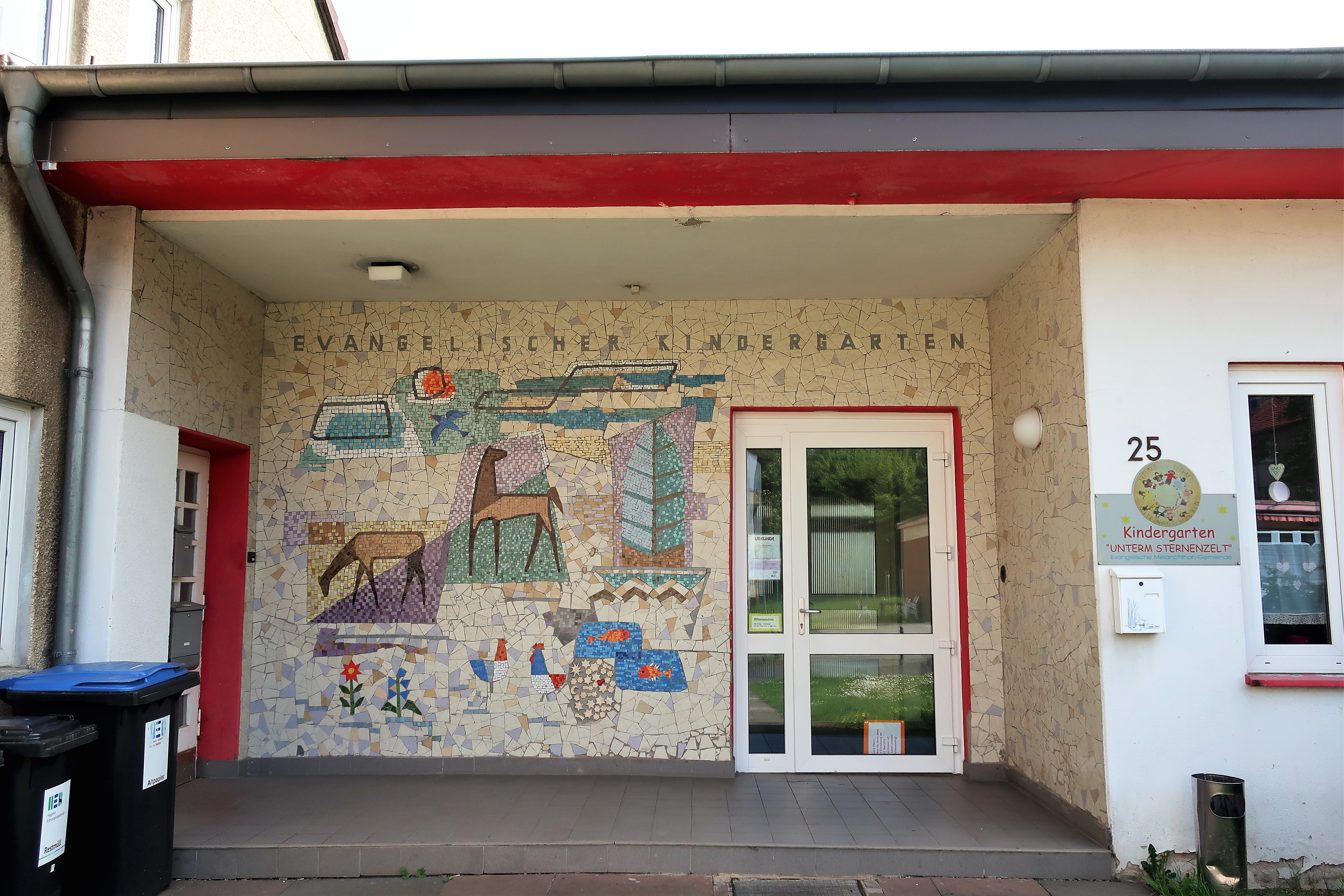
Hagen-Boele, ev. Kindergarten Krambergstraße 25, Mosaik (1963)

Nach dem II. Weltkrieg baute er sich 1946 ein Atelier in Werther bei Bielefeld auf, welches er 1958 nach Hagen verlegte. Dort trat Gerhardt dem Künstlerbund Hagenring bei und führte seit 1962 neben seiner Werkstatt einen eigenen Ausstellungsraum („Abendgalerie Gerhardt“). Nach seiner Lehrtätigkeit als Kunsterzieher am Gymnasium Attendorn gründete er im Jahr 1972 ein weiteres Atelier mit Werkstatt in Olpe-Tecklinghausen. Auf der Insel Langeoog betrieb er in den Jahren 1969 und 1970 ein Sommeratelier.

Seine künstlerischen Arbeitsgebiete lagen in der abstrakten Malerei (Eigenbezeichnung „Sekantismus“), Wandmalerei sowie der traditionell handwerklichen Erschaffung von großformatigen Mosaiken und Glasfenstern. Gerhardt verwendete neben der Arbeit an Glasfenstern und -wänden auch für Mosaike den Werkstoff Glas, ab 1961 setzte er den Werkstoff Beton im Verbund mit Tafelglas ein. Zahlreiche seiner Arbeiten finden sich in und an öffentlichen Gebäuden wie Kirchen, Schulen, Kindergärten, Heimen sowie Privathäusern im südwestfälischen Raum.
„Paul Gerhardt schuf sein Werk orientiert an den Idealen des Hagener Kunstmäzens K. E. Osthaus parallel zum Programm des Bauhauses. Mit seiner Kunst am Bau hat Paul Gerhardt das ästhetische Antlitz der Region nach dem Krieg entscheidend mit geprägt.“

–  Walter Israel, Kunsthistoriker
Dem Lebenswerk des Künstlers wurde in seiner Heimatstadt 2012 eine Einzelausstellung unter dem Titel „Tradition, Abstraktion und Sekantismus“ gewidmet. Paul Gerhardt war mit Hildegard Gerhardt-Wenzky verheiratet, welche sich einen anerkannten Stellenwert in der Geschichte der Textilkunst (Handarbeitstechnik Sprang) nach 1945 erwarb.

## Werke Kunst am Bau (Auswahl)
- 1955: St. Michael im Kampf mit dem Drachen. Glasfenster (Antikglas, Blei, Schwarzlot), Kapelle Neuer Friedhof, Bielefeld-Brake[4]
- 1955: Engel am Grab. Glasfenster (patiniertes Antikglas), Friedhofskapelle, Dissen
- 1960: Sgraffito / symbolhafte Raumgestaltung, je 60 × 80 cm, Volksschule Bergstraße, Hagen
- 1962: Glasfenster (Betonglas), 162 × 400 cm, Volksschule am Lützowplatz, Hagen
- 1962: Symbole der Dreifaltigkeit: Hand Gottes, Opferlamm, Geisttaube. Glasfenster (Betonglas), Christuskirche, Schalksmühle-Dahlerbrück[5]
- 1962: Die Gemeinde. Betonrelief sowie Mosaiken und Wandbehang, Evangelisches Gemeindehaus Frankstraße, Hagen-Haspe
- 1962: Spiel mit Bausteinen. Mosaik 310 × 300 cm, Bildwerk aus Glasmosaiksteinen (farbiges Antikglas), Wandbehang / Farbgestaltung, Kindergarten Bergruthe 1, Hagen-Emst
- 1963: Glasmosaik, 270 × 380 cm, Kindergarten Krambergstraße, Hagen-Boele
- 1966: Glasfenster (Antikglas), 2 × 18 m, Evangelisches Gemeindehaus Yorckstraße, Hagen
- 1966: Lichtbänder und Fensterwände Westseite (Betonglas), Evangelische Kreuzkirche, Werdohl-Königsburg[6]
- 1974: Kruzifix. Beton-Plastik, Farbgestaltung / Glaswand (Betonglas), Friedhofskapelle Oestereiden

## Ausstellungen (Auswahl)
- 1939: Kunsthalle Düsseldorf
- 1963: Osthaus-Museum, Hagen
- 1967: Städtische Galerie, Lüdenscheid
- 1967: Künstlerverein Malkasten, Düsseldorf
- 1967: Kunsthalle Blankenberge
- 1968: Kunstverein Amersfoort
- 1969: Galerie Dörner, Hagen
- 1969: Galerie Hagenring, Hagen